# Jiang Qu (vattendrag i Kina)
Jiang Qu (kinesiska: 降曲) är ett vattendrag i Kina. Det ligger i provinsen Sichuan, i den sydvästra delen av landet, omkring 490 kilometer väster om provinshuvudstaden Chengdu.
Genomsnittlig årsnederbörd är 820 millimeter. Den regnigaste månaden är juni, med i genomsnitt 176 mm nederbörd, och den torraste är december, med 3 mm nederbörd.